# とくしまバーガー
とくしまバーガーは、徳島県のご当地バーガー。

## 概要
徳島県産の食材を使用して作られた徳島商工会議所青年部が認定したハンバーガー。阿波牛・阿波尾鶏・鳴門鯛などの徳島ブランドの食材が使用される。
3ヵ月に一度徳島市で開かれるマチ★アソビでは「とくしまバーガーコンテスト」が開かれる。またしんまちボードウォークにて毎月最終日曜日に開催されるとくしまマルシェでは、多くのとくしまバーガーの店が出店している。